# В поисках Янтарной комнаты
«В поисках Янтарной комнаты» (нем. Die Jagd nach dem Bernsteinzimmer) — немецкий приключенческий фильм 2012 года, снятый режиссёром Флорианом Баксмайером. Премьера фильма состоялась в 2012 году на RTL.

## Сюжет
Во время поиска утерянной сумки Эйнштейна в прибрежных дюнах недалеко от Санкт-Петер-Ординга Эйк Майерс был тяжело ранен в голову. После прихода в себя у него появляется амнезия, и он не может вспомнить свои последние двенадцать лет жизни. Он больше не узнаёт свою жену Катарину и друга Юстуса, кроме своей дочери Крими, которую он запомнил, когда она была в шестилетнем возрасте. Выясняется, что в последних своих поисках Эйк был близок к тому, чтобы открыть тайну исчезновения Янтарной комнаты. Восстановив цепочку, он со своими помощниками продолжает поиски шедевра, бесследно исчезнувшего в годы Второй мировой войны…

## В ролях
- Кай Визингер — Эйк Майерс
- Беттина Цимерман — Катарина Майерс
- Фабиан Буш — Юстус
- Соня Герхардт — Кримхильда (Крими) Майерс
- Клеменс Шик — Ян ван Хассель
- Анника Блендль — Мила Марглунд
- Ральф Херфорт — Гремме
- Бибиан Целлер — пожилая дама
- Андреас Веллано — Альберт Эйнштейн
- Андреас Грусински — Квандт
- Томас Дархингер — доктор Монхаупт
- Ханнес Хелльман — Клеменс Тиме

## Съёмочная группа
- Режиссёр: Флориан Баксмайер
- Продюсеры: Штефан Райзер, Феликс Цакор
- Сценаристы: Саймон И. Рост, Дерек Майстер
- Оператор: Питер Краузе
- Композитор: Тильман Силлеску

## Дополнительно
Съёмки фильма проходили в городах Берлин и Санкт-Петер-Ординг, на мемориале битвы народов в Лейпциге, в Мюнхенском музее и в Кельштайнхаусе. Остальные съёмки проходили в городе Кёльн.  

## Номинации
- Бэмби — номинация (2012)[1]